# The Legend of Boggy Creek
The Legend of Boggy Creek è un film del 1972 diretto da Charles B. Pierce.
Realizzato in stile documentaristico, presentando interviste a residenti locali che hanno dichiarato d'aver incontrato la creatura e rievocazioni fittizie degli avvistamenti, la sceneggiatura è ispirata al "mostro di Fouke", una creatura simile al Bigfoot avvistata intorno e fuori Fouke fino dagli anni quaranta.

## Trama
Gli abitanti della piccola città di Fouke si raccontano allo schermo, descrivendo le loro personali avventure col mostro (nel caso ci siano state), le uccisioni del bestiame, specie maiali di taglia grande, e altri animali, o semplicemente dando un'opinione sull'intera vicenda.
Notabile l'intervista a un poliziotto, testimone di un certo peso, che constata un suo personale resoconto: mentre era in macchina sulla strada di notte, una creatura, secondo lui riscontrabile nel mostro di Fouke, gli attraversò davanti.
Le scene montate indipendemente dalle interviste, si compongono di poche parti, selezionate dagli articoli di giornale più interessanti che hanno ispirato il film:
- Un gatto domestico viene "spaventato a morte" dalla creatura, nel mentre che il narratore informa lo spettatore come nonostante in passato diverse persone hanno sostenuto d'aver sparato al mostro, sia sempre riuscito a fuggire.
- Un gruppo di cacciatori apre una battuta per cercare il mostro nel bosco, ma i cani al loro seguito di rifiutano di seguirli.
- La creatura attacca una famiglia in una remota casa di campagna. Dopo averle sparato contro, il mostro fugge, mentre un membro della famiglia viene trasportato in ospedale.

## Produzione
Alla regia Charles B. Pierce, prima del film un promotore pubblicitario di Texarkana attivo al confine tra l'Arkansas e il Texas. Per produrre l'opera, Pierce chiese un prestito di 100.000 dollari a una compagnia locale di autrasporti, utilizzando una vecchia telecamera e facendo leva di alcuni studenti delle scuole superiori locali per aiutarlo a realizzare un lungometraggio di 90 minuti.

## Distribuzione
Tra il 2002 e il 2008, Hen's Tooth Video, Education 2000 Inc., Sterling Entertainment, Unicorn Video e Cheezy Flicks Entertainment hanno pubblicato tutte The Legend of Boggy Creek in edizione DVD su Region 1. Parte di queste stampe sono oggi fuori commercio.
Nel 2005, Elite Entertainment ha distribuito il seguito Boggy Creek II: And The Legend Continues, su Region 1 DVD. Inoltre, l'episodio di Mystery Science Theater 3000 incentrato sul film fu distribuito su DVD da Rhino Entertainment. La versione di Rhino è ancora oggi disponibile sul mercato.
La pellicola è entrata nel pubblico dominio negli Stati Uniti.

## Accoglienza
A fronte del bassissimo costo col quale è stato prodotto, The Legend of Boggy Creek ha incassato approssimativamente 20 milioni di dollari in entrate.

## Influenza culturale
Sebbene The Legend of Boggy Creek non fu il primo film a trattare il tema del mostro folcloristico, fu comunque il pioniere nel debutto cinematografico del Bigfoot. Da quel punto, la creatura fu al centro dell'attenzione di produttori e media. Sull'onda dell'uscita fortunata catturata dal film, seguirono altre opere dallo sfondo similare, tra le quali: Il mistero del lago nero (1976), Sasquatch, the Legend of Bigfoot (1977), The Capture of Bigfoot (1979) e Bigfoot e i suoi amici (1987). Anche nelle decadi successive, l'influenza dei registi sul materiale è rimasta intatta. Il formato docudrama, tecnica cinematografica all'avanguardia per gli anni '70, fu poi ripresa per il film horror indipendente The Blair Witch Project (1999). Nel 2008, Duane Graves e Justin Meeks hanno accuratamente ricreato il drive-in feel del film nel loro appariscente omaggio intitolato The Wild Man of the Navidad, distribuito da IFC Films.

## Sequel
Del film esistono due seguiti:
- Return to Boggy Creek (1977), diretto da Tom Moore. Tra i protagonisti, Dawn Weels reduce dal successo di Gilligan's Island e Dana Plato, più tardi protagonista della serie televisiva Il mio amico Arnold. La Plato interpreta il ruolo della madre di tre bambini che si perdono nella palude, al cui soccorso si accingerà a venire la creatura.[13]
- Yeti - La leggenda continua (1985), diretto nuovamente da Charles B. Pierce. Originariamente noto sotto il titolo Boggy Creek II: And The Legend Continues; la trama ruota attorno alle avventure di un professore dell'università dell'Arkansas, interpretato da Pierce, e i suoi studenti, uno dei quali è anche suo figlio. Il gruppo è diretto a Fouke, per studiare più da vicino la creatura a scopi di ricerca. Alcune scene a inizio film sono state girate realmente all'interno dell'università dell'Arkansas, inclusa l'apparizione degli Arkansas Razorbacks.[14] Il film è stato oggetto di uno degli speciali di Mystery Science Theater 3000.[15]